# 1708년
1708년은 일요일로 시작하는 윤년이다.

## 연호
- 청(淸) 강희(康熙) 47년
- 일본(日本) 호에이(宝永) 5년
- 후 레 왕조(後黎朝) 빈틴(永盛) 4년

## 기년
- 류큐(琉球) 쇼테이왕(尚貞王) 40년
- 청(淸) 성조 강희제(聖祖 康熙帝) 47년
- 조선(朝鮮) 숙종(肅宗) 34년
- 후 레 왕조(後黎朝) 유종(裕宗) 4년

## 탄생
- 스위스의 생리학자인 알브레히트 폰 할러
- 6월 14일 : 모리오카번의 7대 번주인 난부 도시미
- 11월 15일 : 영국의 수상인 윌리엄 피트
- 12월 8일 : 신성 로마 제국의 황제인 프란츠 1세